# IG Group
IG е доставчик на онлайн услуги за търговия в световен мащаб, базиран в Обединеното кралство. Предлага борсово посредничество само под формата на търговия с ценни книжа, както и залози на амплитуда на финансови пазари и търговия с договори за разлика (CFD) с лостов ефект на над 10 000 финансови пазара, където се търгуват акции, борсови индекси, чуждестранна валута и стоки. Регистриран е за търговия на Лондонската фондова борса и е включен в индекса FTSE 250.

## История

### Начало
Дружеството е учредено през 1974 г. от Стюарт Уилър под името IG Index (съкратено от Investors Gold Index). То е първото в Обединеното кралство, което предлага залози на амплитуда на финансови пазари, давайки възможност на физически лица по-скоро да търгуват с цената на златото като индекс, отколкото да го купуват и продават като стока.
През 1982 г. дружеството разширява пазарите си, като започва да предлага залози на амплитуда на борсовия индекс FT30, а през 1985 г. става първото дружество в Обединеното кралство, което дава възможност за залози на амплитуда на отделни акции.

### Регистрации за публична търговия
През юли 2000 г. акции на преименуваната IG Group Plc за първи път са регистрирани за търговия на Лондонската фондова борса.
Регистрацията на групата за търговия на Лондонската фондова борса е отменена на 7 ноември 2003 г. след придобиването ѝ от ръководството срещу цена от £ 143 милиона с подкрепата на инвеститора на рисков капитал CVC Capital Partners Ltd. През април 2005 г. дружеството отново е включено в основния списък за публична търговия на Лондонската фондова борса под името IG Group Holdings plc с оценка от £ 393 милиона.
IG е лидер в предлагането на залози на амплитуда на финансовите пазари в Обединеното кралство с пазарен дял от 41%, както и най-големият доставчик на търговия на дребно с чуждестранна валута на национално ниво, на база броя на активните сметки в тези категории.

### Разрастване в световен мащаб
През юли 2002 г. IG стартира търговия като IG Markets в Австралия, след като промяна в националното законодателство относно предоставянето на финансови услуги позволява предлагането на договори за разлика на австралийски граждани.
През 2006 г. дружеството се разраства, като започва да извършва дейност в Германия и Сингапур, а през 2007 г. открива офиси в САЩ, Испания и Франция. През 2008 г. открива офис в Италия и придобива FXOnline, доставчик на финансови деривати в Япония. Началото на дейността на дружеството в Швеция и Люксембург през 2009 г. е последвано от откриване на офиси в Португалия и Нидерландия през 2010 г. и 2011 г. През 2010 г. дружеството придобива и бизнеса на Ideal CFDs в Южна Африка, а през 2014 г. придобива лиценз за започване на дейност в Швейцария като IG Bank SA.
IG е световен лидер в предлагането на договори за разлика (на база приходи с изключение на чуждестранна валута).

### Ребрандиране на IG
През 2012 г. дружеството обединява дейностите си на IG Index и IG Markets в една марка – IG с цел да се превърне в първи избор за активните търговци в целия свят. Това събитие следва прекратяване на услугата му за спортни залози Extrabet през юни 2011 г.

## Продукти и услуги

### Търговия с лостов ефект и бинарна търговия
- Залози на амплитуда на финансови пазари (само в Обединеното кралство и Ирландия)
- Търговия с договори за разлика
- Чуждестранна валута

### Опции
След като предлага залози на амплитуда на ванила опции и търговия с договори за разлика няколко години, през 2003 г. IG добавя залози на бинарни опции към портфолиото си от продукти.

### Bitcoin
През април 2013 г. IG е първият брокер на онлайн валута и договори за разлика, който стартира търговия с биткойн, но преустановява предлагането на бинарни опции с bitcoin месец по-късно.
През ноември 2014 г. отново включва в платформата си за бинарни залози с bitcoin на амплитуда и договори за разлика, като дава възможност на търговците да спекулират с волатилността на bitcoin, без реално да притежават bitcoin. Оттогава IG добавя редица двойки валути от тип bitcoin.

### Борсово посредничество
През септември 2014 г. IG разширява обхвата на предлагането борсово посредничество, като въвежда уеб-базирана услуга за търговия с акции. Дружеството смята, че на съществуващите онлайн борсови посредници им липсва „задълбоченост и прозрачност“ и че разполага с „далеч по-усъвършенствани технология и предлагане от тях“ и планира да предлага услугата в други държави от 2015 г.

### Технология за търговия
През 1998 г. IG е първото дружество, което въвежда платформа за онлайн търговия за залози на амплитуда на финансовите пазари. Продължава, като лансира първата базирана на браузър платформа за търговия, известна тогава като PureDeal, през 2007 г. Две години по-късно въвежда базираната на браузър платформа за директен достъп до пазара (DMA).
През 2010 г. IG стартира първото си приложение за търговия за iPhone, като вече предлага приложения за всички основни мобилни устройства и таблети.
Дружеството е и партньор на доставчици – трети страни като MetaTrader 4, ProRealTime, Autochartist, Trading Central и InvestYourWay.

## Присъствие в световен мащаб
IG има клиенти в над 140 държави и офиси в Лондон, Дъблин, Осло, Стокхолм, Амстердам, Дюселдорф, Люксембург, Женева, Чикаго, Мадрид, Париж, Милано, Йоханесбург, Сингапур, Токио и Мелбърн.

### IG Bank, Швейцария
През октомври 2014 г. след получаване на лиценз от Агенцията за надзор на финансовите пазари (FINMA) IG открива офис в Женева и стартира дейността си в Швейцария като IG Bank SA.

### Дубай
През юли 2014 г. главният изпълнителен директор на IG Тим Хокинс обявява, че дружеството води „конструктивен диалог с регулаторните органи“ относно възможността за откриване на офис в Дубайския международен финансов център през 2015 г.

### Nadex
През 2007 г. дружеството придобива американската фирма за онлайн деривати HedgeStreet, която преименува на Северноамериканска борса за деривати (Nadex) през 2009 г. Това предоставя на IG платформа за разработване на договори за опростени деривати за търговци на дребно в САЩ, където договорите за разлика и залозите на амплитуда на финансови пазари не са разрешени от закона. Nadex е със седалище в Чикаго и подлежи на регулаторен надзор от Комисията по търговия с фючърси (Commodity Futures Trading Commission).

## Спонсорство
В Обединеното кралство IG е основен партньор на Harlequins RFC и главен спонсор на ежегодното събитие на клуба Big Game на Туикенам Стейдиъм.
Дружеството играе активна роля в британското колоездене и спонсорира Team Sky от 2011 г. до 2012 г. и обиколката на Великобритания (Tour of Britain), но вече не участва в този спорт.

## Участие в обществени събития
IG прилага доброволческа програма в сътрудничество с Beanstalk, благотворителна организация, която предоставя подкрепа в сферата на грамотността на деца в началните училища в най-бедните области на Англия.
Дружеството е и член на партньорската програма City Action, която дава възможност на фирми със седалище в града да споделят умения с местни общински организации и социални инициативи чрез доброволен труд.

## Регулаторен контрол
В Обединеното кралство IG е под надзора на Органа по финансово поведение (FCA), като е вписано под регистрационен номер 114059 за IG Index и 195355 за IG Markets. Подлежи на контрол и от Комисията по хазарта.
По силата на официално споразумение филиалите на IG в Европа, с изключение на Швейцария, са под надзора на Органа по финансово поведение, като са вписани под регистрационния номер на IG Markets. В Швейцария IG Bank S.A. е лицензирана и контролирана от FINMA.
Други основни органи, които контролират IG, са:
- Австралия – Австралийска комисия за ценни книжа и инвестиции (ASIC)
- Сингапур – Централна банка на Сингапур (Monetary Authority of Singapore) и Държавната агенция за международно развитие на Сингапур (International Enterprise Singapore)
- Япония – Служба за финансов надзор (Financial Services Agency)
- Южна Африка – Служба за финансов надзор (Financial Services Board)
- САЩ – Комисия по търговия с фючърси